# Respuesta Campesina
Respuesta Campesina (en francés: Réponse Paysanne; en criollo: Repons Peyizan) es un partido político haitiano. Michel Martelly fue elegido Presidente de Haití como candidato de dicho partido en las elecciones presidenciales de 2010 y 2011.
Tras las elecciones parlamentarias de 2011, el partido no posee escaños en el Senado de Haití, y sólo 3 de 99 miembros en la Cámara de Diputados.El símbolo del partido es el perfil de un toro negro mirando hacia la izquierda sobre un fondo de suelo verde y cielo celeste.
A pesar de ser el fundador y líder del partido, Michel Martelly finalmente jugó un papel importante en la creación de lo que se convertiría en el Parti Haïtien Tèt Kale (PHTK), que ganaría las elecciones presidenciales en 2015 con el candidato Jovenel Moïse, quien a menudo ha sido caracterizado como el sucesor elegido por Martelly para la presidencia.  Aunque el partido ha sido moderadamente de derechas, ha sido criticado por carecer de una "ideología formal, y mucho menos de una estructura".  El partido parece haberse vuelto casi completamente irrelevante después de las conexiones de Martelly con PHTK, con pocas fuentes que indiquen participación electoral en 2015 y, ciertamente, ninguna indicación de éxito político.

## Resultados electorales
|  | 21.84 % |

|  | 67.57 % |